# Ross McCausland
Ross McCausland (* 12. Mai 2003 in Antrim) ist ein nordirischer Fußballspieler, der bei den Glasgow Rangers unter Vertrag steht und an Aris Limassol verliehen ist.

## Karriere

### Verein
Ross McCausland wurde in Antrim, etwa 35 km nordwestlich der nordirischen Hauptstadt Belfast geboren. Er begann seine Fußballerlaufbahn im Alter von fünf Jahren beim lokalen Chimney Corner FC. Später spielte er in der Jugend bei Ballymena United und dem Linfield FC. In der Sommerpause 2019 wechselte er nach Schottland zu den Glasgow Rangers und erhielt im September 2021 eine Vertragsverlängerung bis zum Jahr 2024. Nachdem McCausland für die Nachwuchsmannschaft der „Rangers“ in der Youth League und im Challenge Cup gespielt hatte, gab er am 14. Mai 2022 sein Debüt für die erste Mannschaft, als er bei einem 3:1-Sieg gegen Heart of Midlothian in der Scottish Premiership für Amad Diallo eingewechselt wurde.
Im August 2025 wurde McCausland an Aris Limassol nach Zypern verliehen.

### Nationalmannschaft
Ross McCausland lief nach seinem Wechsel zu den „Rangers“ nach Schottland ab und 2018 für die U17-Nationalmannschaft von Nordirland auf. Sein Debüt feierte er im Oktober 2018 gegen die Slowakei. Gegen die Auswahlmannschaften der Färöer und Luxemburg gelangen dem Offensivspieler im Jahr 2019 zwei Tore.